# الدار المشروكة
الدار المشروكة هو فيلم تلفزي درامي مغربي من إخراج محمد عبد الرحمن التازي سنة 2019، وبطولة كل من رشيد الوالي، عمر لطفي، نسرين الراضي، هشام الوالي، مراد حميمو، جلال قريوا، سامية أقريو، وآخرون.

## القصة
تتمحور أحداث الفيلم حول ثلاث شباب (مهندس وأستاذ ومعلوماتي) يعيشون في منزل واحد، ورحمة الشابة التي تهتم بترتيب البيت. تبدأ المشاكل عندما ستكتشف هذه الأخيرة حملها والتي ستتهم توفيق (المهندس) الذي تقدم للزواج بأسماء.